# William Crowe
William James Crowe Jr. (ur. 2 stycznia 1925 w La Grange, zm. 18 października 2007 w Bethesda) – amerykański admirał, uczestnik II wojny światowej i wojny wietnamskiej, dowódca Zjednoczonych Sił w Europie Południowej (1980–1983), dowódca Marynarki Wojennej Stanów Zjednoczonych w Europie (1983), dowódca Wojsk Pacyfiku Stanów Zjednoczonych (1983–1985), przewodniczący Kolegium Połączonych Szefów Sztabów (1985–1989), ambasador Stanów Zjednoczonych w Wielkiej Brytanii (1994–1997).

## Przebieg kariery wojskowej
- 1967 – szef oddziału Azji Południowej i Pacyfiku w Dywizji Polityczno-Wojskowej Biura Szefa Operacji Morskich
- 1973 – zastępca dyrektora Dywizji Planów Strategicznych Biura Szefa Operacji Morskich
- 1975 – dyrektor Biura Azji Południowej i Pacyfiku w Gabinecie Sekretarza Obrony
- 1976 – dowódca Sił Bliskowschodnich (COMMIDEASTFOR)
- 1977 – Zastępca Szefa Operacji Morskich
- 1980 – dowódca Zjednoczonych Sił w Europie Południowej (CINCSOUTH)
- 1983 – dowódca Marynarki Wojennej Stanów Zjednoczonych w Europie (CINCUSNAVEUR)
- 1983 – dowódca Wojsk Pacyfiku Stanów Zjednoczonych (CINCPAC)
- 1985 – przewodniczący Kolegium Połączonych Szefów Sztabów; powołany przez prezydenta Ronalda Reagana, pełnił służbę za prezydentury George’a Busha Sr., aż do przejścia w stan spoczynku w 1989 roku (na stanowisku zastąpił go gen. Colin Powell).

## Awanse
Midszypmen Akademii Marynarki Wojennej Stanów Zjednoczonych – 23 czerwca 1943
- podporucznik marynarki US Navy – 5 czerwca 1946
- porucznik marynarki US Navy – 5 czerwca 1949
- kapitan marynarki US Navy – 1 czerwca 1952
- komandor podporucznik US Navy – 1 stycznia 1958
- komandor porucznik US Navy – 1 czerwca 1962
- komandor US Navy – 1 czerwca 1967
- kontradmirał US Navy – 1 czerwca 1974
- wiceadmirał US Navy – 1 sierpnia 1977
- admirał floty US Navy – 26 września 1977
- admirał US Navy – 6 czerwca 1980